# آندریا دی پائولی
آندریا دی پائولی (انگلیسی: Andrea De Paoli؛ زادهٔ ۶ اوت ۱۹۹۹) بازیکن فوتبال است.
از باشگاه‌هایی که در آن بازی کرده‌است می‌توان به باشگاه فوتبال جنوآ اشاره کرد.